# Erik Reitzel
 (février 2010).
Erik Reitzel (10 mai 1941 – 6 février 2012, ingénieur du génie civil en 1964) a été, durant de nombreuses années, professeur de l'Académie Royale des Beaux-Arts et à l'Université Technique du Danemark, dans les disciplines des constructions porteuses et du design des constructions. 
Les  recherches lui ont permis de découvrir la corrélation fondamentale entre les ruptures, les structures minimales et la croissance. Cette découverte permet d'aboutir à des économies de matériaux considérables dans les constructions. 
Plusieurs prix ont été décernés à Erik Reitzel, au Danemark et à l'étranger, pour ses recherches et ses travaux sur les structures minimales en architecture, ainsi que pour des "solutions intéressantes et originales de grands travaux d'ingéniérie". C'est ainsi qu'il a été nommé Chevalier de la Légion d'honneur sur la demande du président François Mitterrand. 
Depuis 1971, Erik Reitzel a exercé une activité d'ingénieur-concepteur et d’ingénieur-conseil en collaboration avec sa femme, Inge Reitzel (licenciée ès lettres). 

## Concours
En collaboration avec différents  architectes il a participé à des concours et remporté plusieurs grands prix, par exemple:
- Le Nouveau Parlement de Stockholm, 1972
- Projet Tête-Défense avec la Grande Arche de la Défense, Paris, 1983
- Le plan d'urbanisme d'Husarviken, à Stockholm, 1988
- Le pavillon du Danemark de l'Expo 92, à Séville, 1989
- L'Ecole supérieure de Commerce de Copenhague, 1994
- La Västra City, à Stockholm, 1997

## Réalisations
Erik Reitzel a réalisé des constructions expérimentales en collaboration avec différentes sociétés par exemple:
- La Grande Arche de Paris la Défense
- Le dôme cloisonné de l'institut de Cristallographie, à Cambridge (Grande-Bretagne)
- L’église de Gammel Holte (Danemark)
- La pyramide de verre de la maison de l'Industrie, à Copenhague
- Le pont hélicoïdal dans le parc de Sophienholm, à Kongens Lyngby (Danemark)
- Une serre bâtie selon un système de meccano, à Virum (Danemark)
- Le Globe symbolique de l'UNESCO, à Paris
- Le pont royal du lac d'Esrum (Danemark)
- Le transport sur 2 km du Terminal VL 39 à l'aéroport de Copenhague

## Film
- Les forces invisibles (durée 55 min) producteur: JJ Film. Première Paris 2002, arte 2006.
- La sonate de la rupture (durée 8 min) producteur: JJ Film. Première Copenhague 2000